# Cholop
Cholop (Холоп) è un film del 2019 diretto da Klim Šipenko.

## Trama
Il film racconta di un maggiore di nome Griša, che ha vissuto una vita così irresponsabile che è quasi finito in prigione. Per rieducare suo figlio, il padre e il suo amico si recano al villaggio, dove cercheranno di ricreare l'atmosfera della Russia zarista. A seguito dell'incidente, lo stesso Griša arriva lì, trasformandosi in uno schiavo.